# Dunedin
Dunedin (maori nyelven Ōtepoti) város Új-Zélandon, a Déli-sziget második legnagyobb települése (Christchurch után) és Otago régió székhelye. Neve a Dùn Èideann kifejezésből ered, ami Edinburgh, Skócia fővárosa skót gael neve.
2020. júniusi becslés szerint 106 200 lakosa van, ezzel az ország hetedik legnépesebb települése. Történelmi, kulturális és földrajzi okokból ugyanakkor régóta Új-Zéland négy fő központja közé sorolják. Dunedin városa Otago tengerpartjának középső–keleti részén, az Otagói-kikötőöböl vége körül helyezkedik el. Az öböl és a város körüli dombok egy kihunyt tűzhányó maradványai. Külvárosai kinyúlnak a környező völgyekbe és dombokra, az Otagói-félszigetre, valamint az Otagói-kikötőöböl és a Csendes-óceán partjai mentén. Egyik külvárosa Caversham.
Régészeti leletek tanúsága szerint a területen hosszú ideje éltek maorik az európaiak érkezése előtt. Otago tartomány és régió nevét a kikötőöböl szájánál fekvő ngāi tahu faluról, Otakouról kapta, mely az 1830-as években bálnavadász-állomás lett.
1848-ban a Skót szabadegyház laikus egyesülete skót települést alapított itt, és 1855–1900 között több ezer skót vándorolt be a városba. Dunedin népessége és gazdasága az 1860-as években az otagói aranyláznak köszönhetően robbanásszerűen nőtt, és egy rövid ideig Új-Zéland legnépesebb városa volt.
Jelenleg a város sokoldalú gazdasággal rendelkezik, mely gyártást, kiadói tevékenységet, idegenforgalmat és technológiai alapú iparágakat is magában foglal. A város gazdaságának alapja ugyanakkor továbbra is a felsőoktatás köré épül: az ország első, 1869-ben alapított egyeteme, az Otagói Egyetem, valamint az Otagói Műszaki Egyetem hallgatói a város népességének jelentős részét teszik ki. Itt található az Otago Museum is.

## Történelem
Az első európai telepesek a Skót szabadegyház laikus egyesületének tagjai voltak 1848-ban, William Cargill kapitány és Thomas Burns lelkész (Robert Burns költő unokaöccse) vezetésével. Bár az első letelepedőknek csak mintegy fele tartozott a szabadegyházhoz, és angolok is voltak köztük, az 1850-es évek végéig érkezett 12 000 bevándorló a város skót-presbiteriánus karakterét erősítette.

## Népesség
| Lakosok száma | 36 070 | 41 529 | 55 256 | 99 885 | 106 200 |
|               | 1906   | 1911   | 1916   | 2018   | 2020    |

A város az 1869-ben alapított római katolikus Dunedini egyházmegye székhelye. Püspöki székesegyháza a Szent József-székesegyház.

## Közlekedés
Dunedin városát két országos főút szolgálja ki, melyeken kívül a település külterületén két további főút található. A legjelentősebb az 1-es főút, mely észak–délnyugati irányban halad át a városközponton, és dél felé Invercargillel, észak felé pedig Timaruval és Christchurchcsel köti össze Dunedint. A főút egy 11 kilométeres szakasza a Dunedini déli autópálya. A 88-as főút a városközpontot köti össze a Port Chalmersben található kikötővel. További főutak Dunedin közigazgatási területén a 86-os főút, mely a Dunedini repülőteret köti össze az 1-es főúttal, valamint a 87-es főút, mely észak felé vezetve a város külterületét tárja fel.

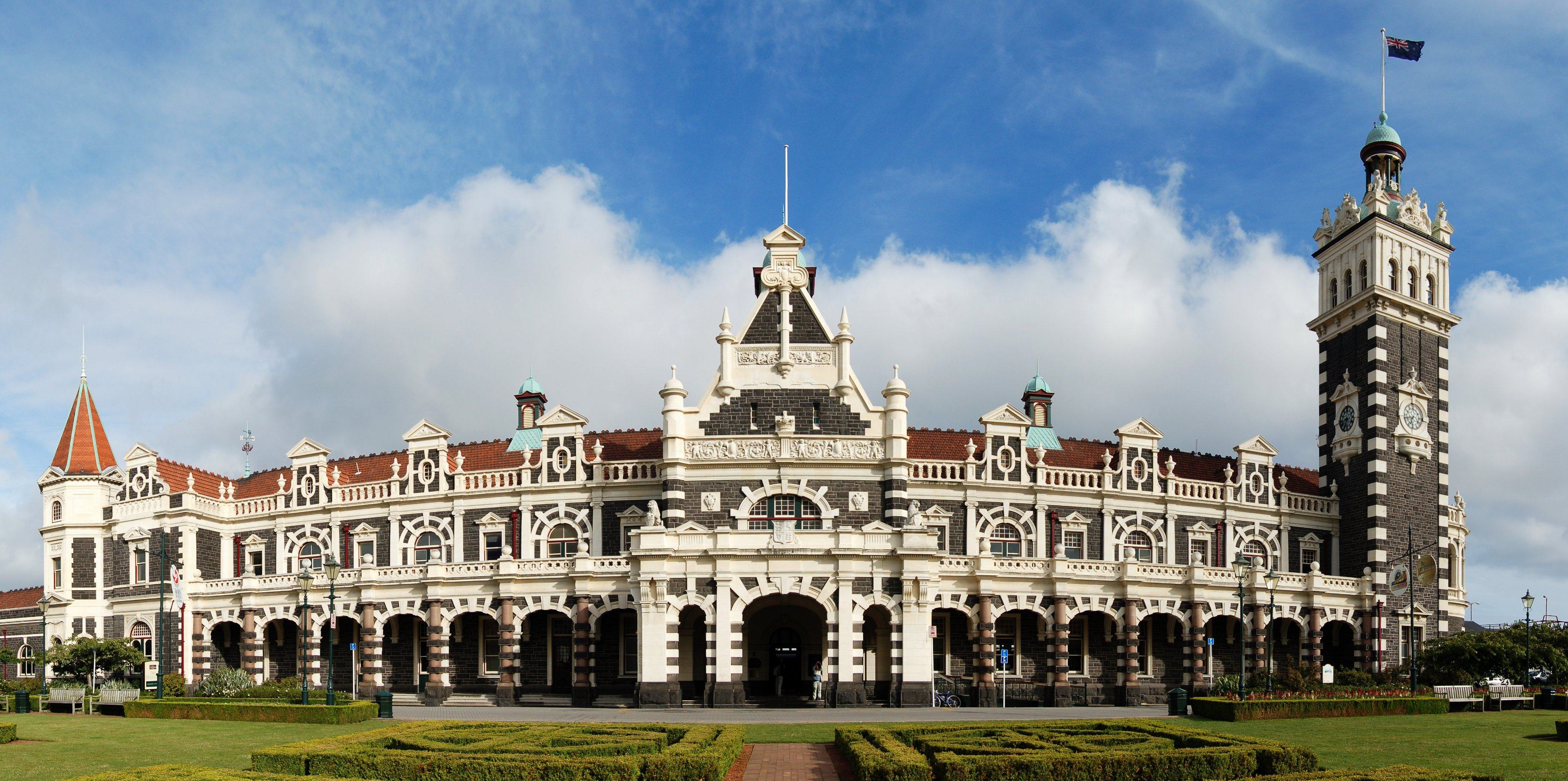
Dunedin vasútállomás 1906-ban épült felvételi épülete

A város fő vasútállomása a Dunedin vasútállomás. Egykor az ország legforgalmasabb állomása volt, de a személyszállítás fokozatosan leépült: 1982-ben megszűnt az elővárosi közlekedés, 2002-ben pedig az utolsó menetrend szerinti személyszállító vonat, a Southerner expressz is leállt. A Main South Line teherforgalmat bonyolít a Déli-sziget városai és kikötői között. A Dunedin Railways turisztikai célú járatokat közlekedtet a Otago Central Railway vonalán Middlemarchig naponta, valamint a fővonalon észak felé Palmerstonig szezonálisan heti egy vagy két alkalommal, működését azonban a Covid19-járvány és az utasok nagy részét adó külföldi turisták elmaradása miatt 2020-ban felfüggesztette.

## Sport

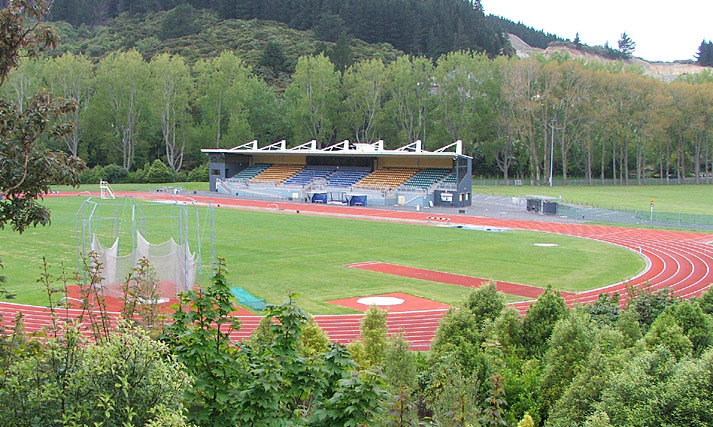
A Caledonian Ground labdarúgó- és atlétikai stadion

Dunedin a székhelye a Southern United FC labdarúgócsapatnak, melynek férfi csapata a 2020–2021-es szezonra a Canterbury Unitedhez csatlakozott az első osztályú bajnokságban; meccseiket felváltva játsszák Christchurchben, Dunedinben és Nelsonban. A női csapat az első osztályban szerepel. A 2021–2022-es szezonban megújított bajnoki rendszerben a Déli Liga nyolc csapata közé három dunedini klub (South City Royals, Green Island FC, Otago University AFC) kvalifikálta magát. A liga első két helyén végző csapatok jutnak be az Új-Zélandi Nemzeti Ligába.
A labdarúgásnak és atlétikának a Caledonian Ground stadion ad otthont. A Highlanders rögbicsapat hazai pályája a Forsyth Barr Stadium. A Dunedini Jégcsarnokban található a déli félteke legnagyobb curlingpályája.

## Személyek
- Itt élt rövid ideig John Hoyte (1835–1913) festőművész
- Itt élt rövid ideig Girolamo Nerli (1860–1926) festőművész
- Itt született E. T. C. Werner (1864–1954) sinológus
- Itt született Alexander Craig Aitken (1895–1967) matematikus
- Itt született Yvette Williams (1929–2019) olimpiai bajnok atléta
- Itt született Alistair Browning (1954–2019) színész
- Itt született Tamati Williams (1984) válogatott labdarúgó

## Fordítás
- Ez a szócikk részben vagy egészben  a   Dunedin című angol Wikipédia-szócikk ezen változatának fordításán alapul.  Az eredeti cikk szerkesztőit annak laptörténete sorolja fel. Ez a jelzés csupán a megfogalmazás eredetét és a szerzői jogokat jelzi, nem szolgál a cikkben szereplő információk forrásmegjelöléseként.

1. ↑  Subnational population estimates (urban rural), by age and sex, at 30 June 1996-2020 (2020 boundaries) (angol nyelven). Stats NZ(wd), 2020. június 30. (Hozzáférés: 2021. augusztus 17.)